# Voeten vegen
Voeten vegen is een in 2010 op Ketnet gestart documentair jeugdprogramma.
In elke aflevering van een tiental minuten bezoekt een wrapper een Vlaams gezin, telkens met een andere samenstelling (bijvoorbeeld met stiefouder(s), pleeg- en/of geadopteerd(e) kind(eren), holebi-ouders...) om er te kijken hoe het gezin samenleeft en vorm geeft aan de kinderrechten.